# Yablanitsa (huyện)
Yablanitsa là một huyện thuộc tỉnh Lovech, Bungaria. Dân số thời điểm năm 2001 là 6902 người.